# KV Bergen
KV Bergen – patrolowiec typu Barentshav, używany przez Norweską Straż Wybrzeża. Jego głównymi zadaniami są patrole wyłącznej strefy ekonomicznej, inspekcja połowów oraz Search and Rescue. Okręt jest projektu Vik-Sandvik VS 794 GCV, został zbudowany przez Myklebust Verft i jest wykorzystywany przez Remøy Management w imieniu Norweskiej Straży Wybrzeża.